# Taylor Negron
Brad Taylor Negron (Glendale (Californië), 1 augustus 1957 – Los Angeles, 10 januari 2015) was een Amerikaans acteur, scenarioschrijver en stand-upkomiek.

## Biografie
Negron werd geboren in Glendale (Californië) in een gezin van drie kinderen, en groeide op in La Cañada Flintridge. Negron was van Puerto Ricaanse, Italiaanse en joodse afkomst. Negron heeft gestudeerd aan de universiteit van Californië in Los Angeles. Het acteren had hij geleerd van Lee Strasberg en komedie van Lucille Ball.
Negron was naast acteur ook actief als stand-upkomiek, hij trad veelal op in lokale theaters door heel Amerika. Ook had hij gastrolletjes in televisieseries, zoals Hill Street Blues, The Fresh Prince of Bel-Air, ER en Seinfeld.
Hij overleed op 57-jarige leeftijd aan de gevolgen van kanker.

## Filmografie

### Films
Selectie:
- 2006 - Pledge This! – als professor Milchik
- 2005 - The Aristocrats – zichzelf
- 2001 - Call Me Claus – als Ralph
- 2000 - Loser – als fotograaf
- 2000 - The Flintstones in Viva Rock Vegas – als Gazaam & Gazing
- 2000 - Gun Shy – als Cheemo
- 1999 - Stuart Little – als verkoper in winkelcentrum
- 1996 - Spy Hard – als schilder
- 1996 - Bio-Dome – als Russell
- 1991 - The Last Boy Scout – als Milo
- 1986 - The Whoopee Boys – als Whitey
- 1982 - Fast Times at Ridgemont High – als pizzaman

### Televisieseries
Selectie:
- 2001-2002 - So Little Time – als Manuelo Del Valle – 22 afl.
- 1998-2000 - The Hughleys – als Chuck Ballard – 8 afl.
- 1997 - Friends – als Allesandro – seizoen 4 – afl. 9
- 1995 - Hope & Gloria – als Gwillem – 3 afl.
- 1979 - Detective School – als Silvio Galindez – 12 afl.

### Scenarioschrijver
- 2010 - What Kind of Planet Are We On? – korte film
- 1999 - Un-Cabaret – film
- 1991 - One Night Stand – televisieserie – 1 afl.

- Biblioteca Nacional de España: XX1792362
- Bibliothèque nationale de France: cb14210621w (data)
- International Standard Name Identifier: 0000 0000 4451 9577
- Library of Congress Control Number: no2004063289
- MusicBrainz: 8b1fc843-0357-4bcc-915c-c5b362d0a5b5
- SNAC: w6gc549j
- Virtual International Authority File: 87583786
- WorldCat: E39PBJdx97vmQxjjDRVbmM8V4q